# Họ Cá nhói
Cá nhói (có nơi ghi cá nhái) (họ Belonidae) là một họ cá ăn cá chủ yếu gắn liền với các môi trường nước biển cạn hoặc vùng nước mặt. Một số chi của họ này bao gồm các loài sống ở nước mặn, nước lợ và nước ngọt (ví dụ Strongylura) trong khi các chi khác thì chỉ gồm các loài sống ở nước ngọt (sông suối), gồm Belonion, Potamorrhaphis và Xenentodon. Cá nhói họ Belonidae trông rất giống cá nhói nước ngọt Bắc Mỹ (họ Lepisosteidae) với cơ thể dài, hàm răng dài, hẹp và sắc nhọn.

## Miêu tả

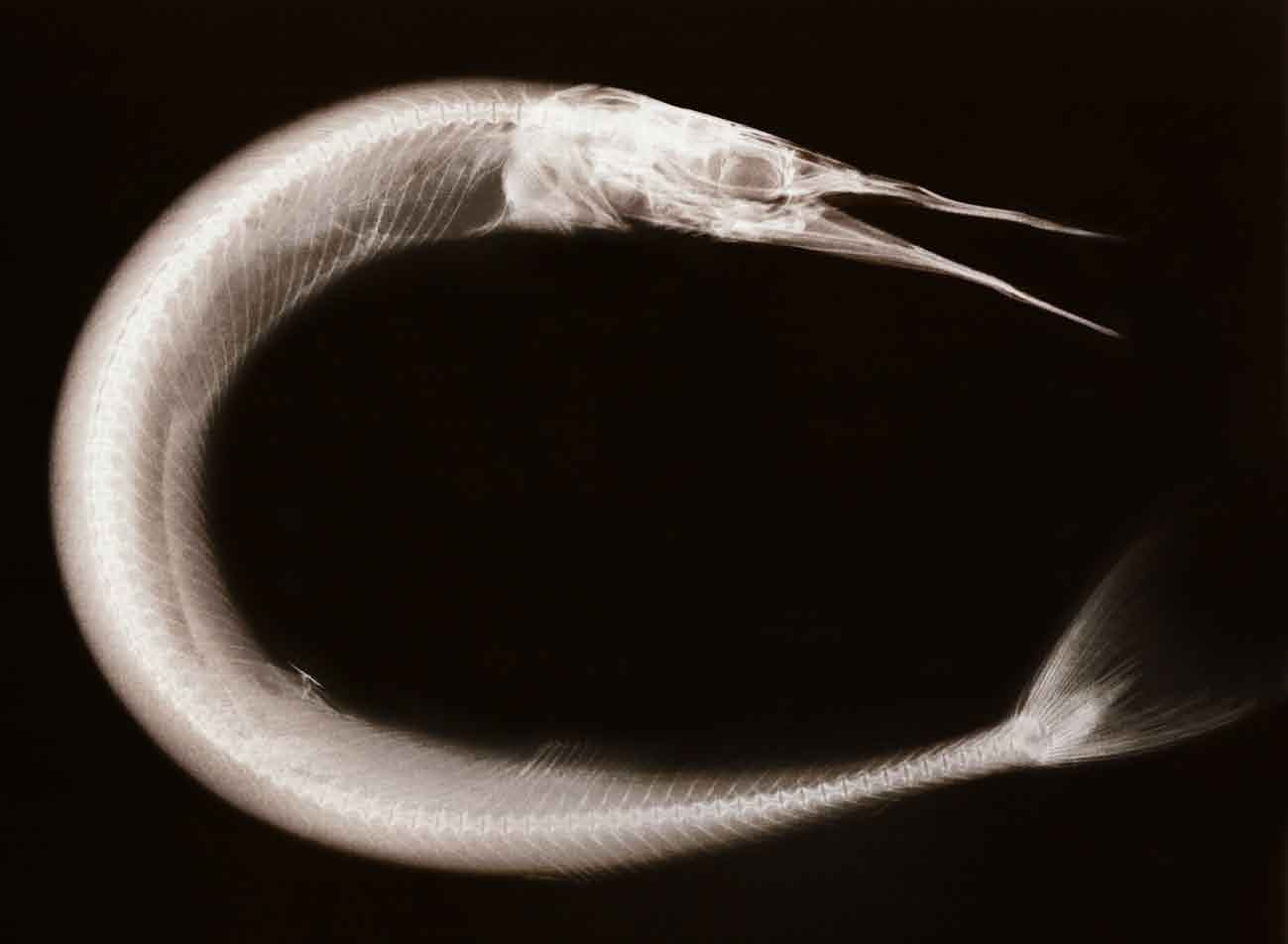
Ảnh X-quang chụp một con cá nhói

Cá nhói có thân hình mảnh mai, dài từ 3 đến 95 cm. Cá này có một vây lưng đơn nằm xa trên lưng và gần như đối diện với vây hậu môn. Đặc điểm dễ nhận diện nhất của chúng là hàm răng dài, hẹp và sắc nhọn. Đa số loài trong họ cá này có phần hàm trên chỉ đạt đến chiều dài đầy đủ vào tuổi trưởng thành, vì thế cá con tuy có hàm dưới dài nhưng hàm trên lại nhỏ hơn nhiều. Trong giai đoạn này của vòng đời, cá ăn sinh vật phù du, đến khi bộ hàm phát triển đầy đủ thì chúng chuyển sang ăn cá. Cá nhói sinh sản thông qua giao phối và đẻ trứng. Cá đực thường cưỡi cá cái trên những con sóng khi chúng giao phối.

## Sinh thái học

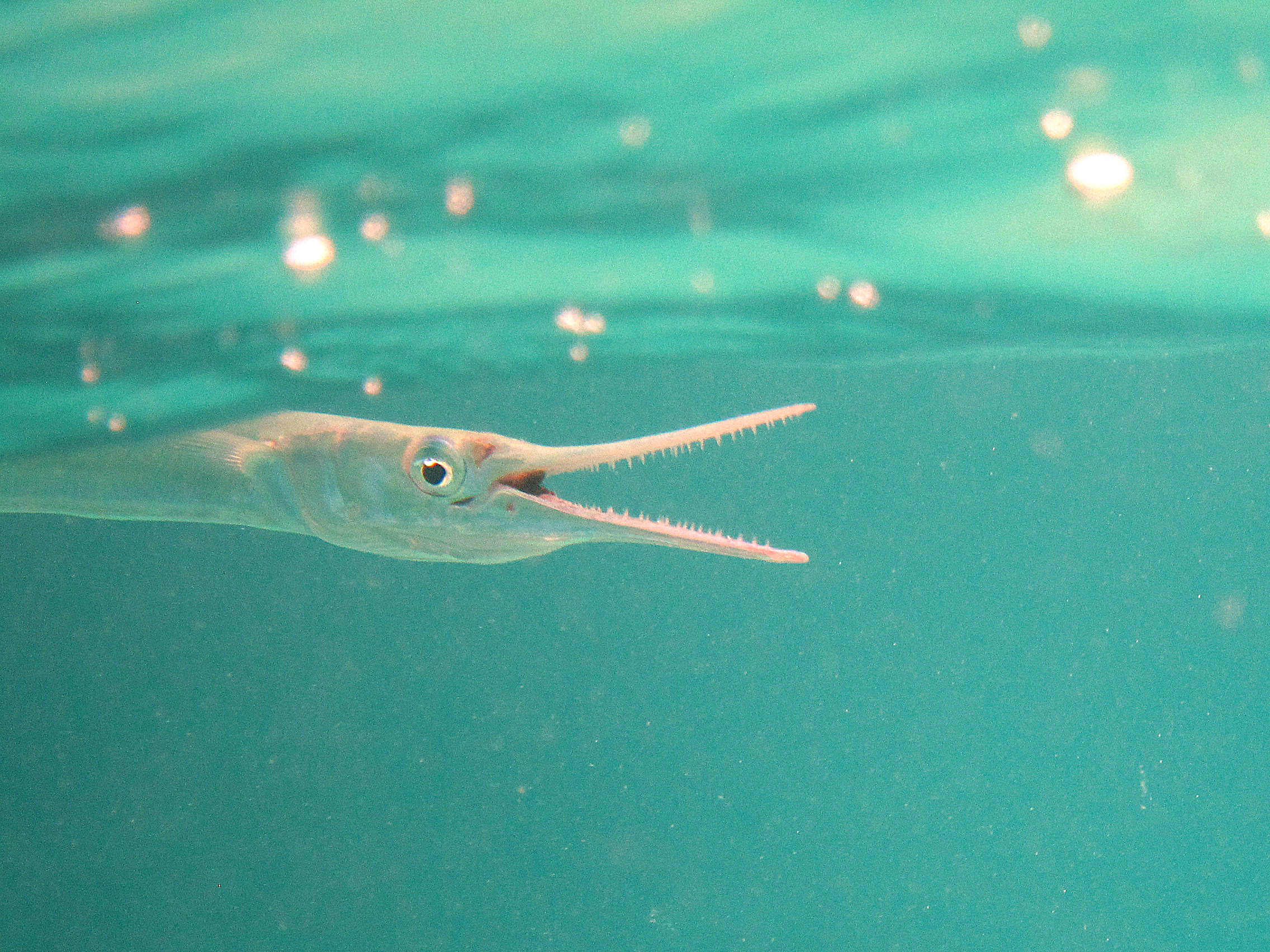
Cá nhói đi săn mồi.

Tất cả cá nhói đều chủ yếu ăn các loài cá nhỏ hơn. Một số loài ăn tôm krill, động vật giáp xác bơi và động vật chân đầu nhỏ.
Tuy sống phổ biến nhất ở vùng cận nhiệt đới nhưng một số cá nhói sống cả ở vùng nước ôn đới. Loài Belone belone thường bơi thành đàn theo cá ngừ.

## Mối nguy hiểm đối với con người

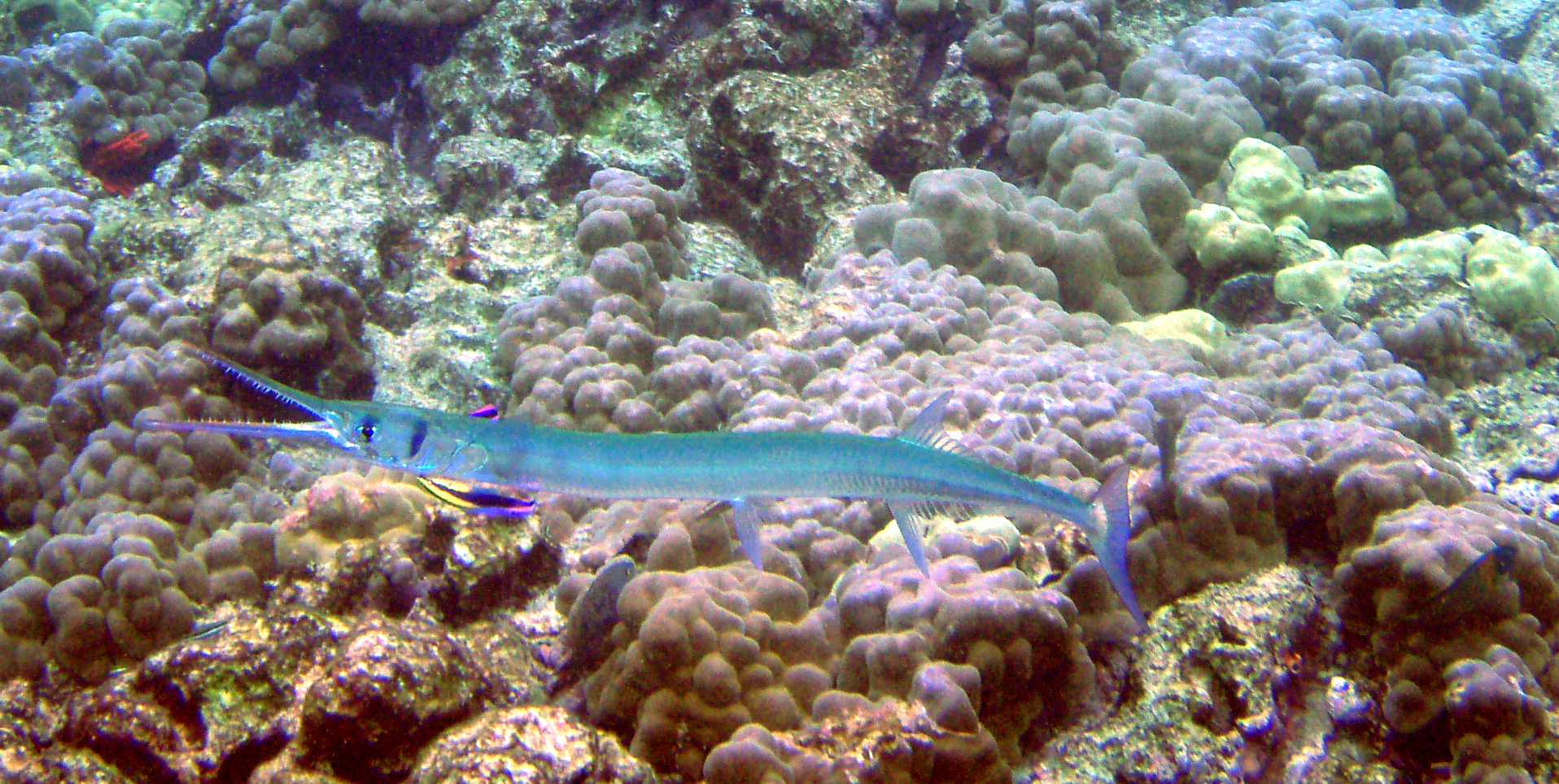
Một con cá nhói đang được một con cá thuộc loài Labroides phthirophagus làm sạch cơ thể.

Cá nhói cũng như tất cả các cá vây tia trong bộ Cá nhói Beloniformes đều có khả năng nhảy khỏi mặt nước với vận tốc lên đến 60 km/h. Do chúng bơi gần mặt nước nên chúng thường nhảy lên boong các con tàu thấp thay vì bơi xung quanh. Hành vi nhảy này đặc biệt bị kích thích bởi ánh sáng nhân tạo vào ban đêm; những ngư dân và thợ lặn đêm trong những vùng dọc Thái Bình Dương thường bị các đàn cá nhói tốc độ cao "tấn công" do chúng bị ánh sáng kích thích. Những chiếc hàm sắc nhọn của chúng có khả năng gây nên những vết thương đâm sâu và thường bị gãy khi xuyên vào nạn nhân. Đối với nhiều cộng đồng dân cư truyền thống ở các hải đảo Thái Bình Dương (những người chủ yếu đánh cá trên các rạn san hô từ những chiếc thuyền thấp) thì cá nhói còn đe dọa họ hơn cả cá mập.
Trong lịch sử, có hai cái chết được nhắc đến do cá nhói gây ra. Cái chết thứ nhất xảy đến với một bé trai 10 tuổi người Hawaii vào năm 1977 đi bé đánh cá ban đêm với cha mình tại vịnh Hanamaulu, Kaua'i. Bé bị con cá nhói dài 1,0-1,2 m nhảy khỏi mặt nước đâm xuyên vào mắt và não. Cái chết thứ hai xảy đến với một cậu bé 16 tuổi người Việt Nam vào năm 2007. Cậu bị con cá nhói dài 15 cm đâm xuyên tim khi cậu đang lặn biển mò hải sâm vào ban đêm tại vịnh Hạ Long.

## Trong hồ cá cảnh
Một số loài cá nhói sống trong nước lợ và nước ngọt. Một trong số các loài sống ở nước ngọt là Xenentodon cancila (xuất xứ từ Đông Nam Á), thường được nuôi làm cá cảnh. Loài này kích thước khá nhỏ, dài không quá 40 cm khi trưởng thành nhưng được xem là một loài cá rất thanh tú và phù hợp đối với những người chuyên nuôi cá cảnh.